# Tomophyllum sakaguchianum
Tomophyllum sakaguchianum är en stensöteväxtart som först beskrevs av Gen'ichi Koidzumi, och fick sitt nu gällande namn av Barbara S. Parris. Tomophyllum sakaguchianum ingår i släktet Tomophyllum och familjen Polypodiaceae. Inga underarter finns listade.